# Nobuyuki Abe (fotbollsspelare)
Nobuyuki Abe (阿部 伸行 Abe Nobuyuki?), född 27 april 1984 i Tokyo prefektur, är en japansk före detta fotbollsmålvakt.

## Karriär
Abe började sin karriär 2007 i FC Tokyo. 2011 flyttade han till Shonan Bellmare. Efter Shonan Bellmare spelade han för Giravanz Kitakyushu och AC Nagano Parceiro. 2021 återvände Abe till FC Tokyo.
Inför säsongen 2022 gick Abe till Iwate Grulla Morioka. Efter säsongen 2022 avslutade han sin fotbollskarriär.